# Goffredo Fofi
Goffredo Fofi (* 15. April 1937 in Gubbio, Italien; † 11. Juli 2025 in Rom) war ein italienischer Autor sowie Literaturkritiker und Filmkritiker.
Seine Sachbücher befassten sich mit der italienischen Binnenmigration, den sozialen Verhältnissen, insbesondere in Süditalien, und der kulturellen Entwicklung des Landes. Einige befassen sich mit der Geschichte des italienischen Kinos. Seine Beiträge wurden auch außerhalb Italiens in Zeitschriften wie der deutschen Filmkritik oder der französischen Positif abgedruckt. Als Drehbuchkoautor wirkte er am Spielfilm Knallt das Monster auf die Titelseite (1972) von Marco Bellocchio mit.
Er war an der Gründung mehrerer Zeitschriften beteiligt, unter anderem der seit 1997 erscheinenden Publikation für Kunst, Kultur und Gesellschaft Lo straniero.